# (6621) Timchuk
(6621) Timchuk est un astéroïde de la ceinture principale.

## Description
(6621) Timchuk est un astéroïde de la ceinture principale. Il fut découvert le 2 novembre 1975 à Naoutchnyï par Tamara Smirnova. Il présente une orbite caractérisée par un demi-grand axe de 2,54 UA, une excentricité de 0,24 et une inclinaison de 7,1° par rapport à l'écliptique.

## Compléments